# Hans Henning Paar
Hans Henning Paar (* 1966 in Kassel) ist ein deutscher Tänzer und Choreograf. 

## Leben
Hans Henning Paar, der seine Ausbildung als Stipendiat der Heinz-Bosl-Stiftung an der Musikhochschule München absolvierte, machte bereits 1988 auch als junger Choreograf mit einem 3. Platz beim Choreografiewettbewerb in Hannover von sich reden. Als Solotänzer fand Paar Engagements in Ulm, Gelsenkirchen und Dortmund.
1994 arbeitete er als Solotänzer und Choreograf für das Ballet do Theatro Guaira in Curitiba, Brasilien.
Seine erste Stelle als Ballettdirektor bekleidete er 1996–99 am Stadttheater Nordhausen, wechselte dann von 1999 bis 2001 ans Staatstheater Kassel. 2001 übernahm er die Direktion am Staatstheater Braunschweig. Ab 2007 war er Ballettdirektor am Staatstheater am Gärtnerplatz in München. Von 2011 bis 2022 war er Chefchoreograf am Theater Münster.
Als Choreograf wurde Paar zunächst durch Neubearbeitungen von Klassikern wie Schwanensee, Der Nussknacker oder Giselle – was wäre wenn bekannt. In den vergangenen Jahren hingegen widmete er sich häufig zeitgenössisch-theatralen Inszenierungen auf der Basis von Literaturvorlagen wie z. B. denn jeder tötet was er liebt, ein Tanztheaterabend über Oscar Wilde, ich will meine Seele tauchen, einem Tanzabend über die deutsche Romantik oder auch eine neue Interpretation von Igor Strawinskys Der Feuervogel und Le sacre du printemps. Mit der Uraufführung Les Autres in München nach Texten des französischen Autors Jean Genet stellte sich Paar erfolgreich seinem neuen Publikum in München vor. Mittlerweile brachte Paar die Wiederaufnahme Der kleine Prinz und die Neuproduktion Copy Coppelia nach Motiven von E.T.A. Hoffmann heraus.
Paar engagiert sich seit Jahren mit Benefiz-Veranstaltungen für die Aids-Hilfe und gehört dem Beirat der Iwanson-Sixt-Stiftung zeitgenössischer Tanz an. Während seiner Zeit in München organisierte er am Gärtnerplatztheater jeweils zum Welt-AIDS-Tag die Münchner Aids-TanzGala mit Beiträgen internationaler Solisten sowie mit Studenten der Ballettakademie München und der Münchner Iwanson Schule.
Als Gastchoreograf arbeitete er mehrfach für das Goethe-Institut an der Nationaloper VNOB in Hanoi, Vietnam, die Opera Baltyca Danzig, so wie das National Ballet Ankara in der Türkei.
In der Produktion Dis-Tanz lässt Hans Henning Paar Mitglieder vom TanzTheaterMünster unter Folien tanzen und macht damit auf die Auswirkungen der Coronavirus-Pandemie auf das Tanztheater aufmerksam.